# 古桥镇
古桥乡，是中华人民共和国河南省许昌市长葛市下辖的一个乡镇级行政单位。位于长葛市东部，距市区25千米。

## 历史
1949年建古桥区，1956年改乡，1958年改公社，1984年复置乡。面积52.8平方千米，1997年有人口4.1万。

## 行政区划
古桥乡下辖以下地区：
古桥村、史庄村、陈故村、曹刘庄村、魏庄村、刘李村、师庄村、西辛庄村、双刘村、徐王赵村、菜王村、王科庄村、古贤村、黄岗村、石庄村、本庄村、苑店村、郭梅村、伞李村、岗李村、何路口村、孟寨村、范庄村、郭庄村、朱毛赵村、董天龙村、南辛庄村、南张庄村、夹岗村、谢庄村、寺后李村、庙张村和贾集村。